# جون ستانلي بلاسكيت
جون ستانلي بلاسكيت هو عالم فضاء كندي توفي سنة 1941 وقد درس في جامعة تورنتو.

## روابط خارجية
- جون ستانلي بلاسكيت على موقع الموسوعة البريطانية (الإنجليزية)
- جون ستانلي بلاسكيت على موقع إن إن دي بي (الإنجليزية)